# Рульи, Себастьян
Себастья́н Ру́льи (полное имя Себастьян Оскар Рульи исп. Sebastián Óscar Rulli; род. 6 июля 1975, Буэнос-Айрес, Аргентина) — аргентинский и мексиканский актёр и фотомодель.

## Биография
Себастьян Рульи начинал свою карьеру как модель, выступал на подиумах Испании, Италии, Швейцарии, Франции, Японии, США и Мексики. В Мексике он поступил в центр артистического образования при мексиканской телекомпании Televisa.
Дебют Себастьяна на телевидении состоялся в 1995 году в аргентинском сериале «Американские горки: Возвращение». В 2000 году он снимается в мексиканском теленовелле «Первая любовь». Он приобретает большую популярность и с тех пор появляется во многих других сериалах, например, «Класс 406» и «Руби».

## Личная жизнь
Себастьян женился на своей давней подруге Сесилии Гальяно 31 декабря 2007 в небольшой церкви в которой приняли участие около тридцати друзей и родственников. У них родился сын Сантьяго. Они развелись в 2011 году.

## Фильмография
- 1995 — Американские горки: Возвращение (сериал) …Игнасио
- 2001 — Первая любовь... три года спустя (ТВ) …Маурисио
- 2001 — Рожденный без греха (сериал) …Марко
- 2002 — Класс 406 (сериал) …Хуан Эстебан Сан Педро
- 2004 — Руби (сериал) …Эктор Феррер Гарса
- 2005 — Наперекор судьбе …Себастьян Карденас
- 2006 — Дурнушка … Педро
- 2007 — Страсть (сериал) …Сантьяго
- 2008 — Удар в сердце (сериал) …Маурисио
- 2010 — Когда я влюблен (сериал) …Роберто Гамба
- 2010 — Тереза (сериал) …Артуро дела Баррера Асуэла
- 2012 — Настоящая любовь …Франсиско Гусман